# George Carl Emil Köffler

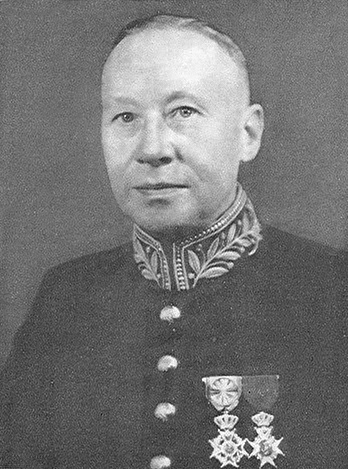
Foto uit 1932

George Carl Emil Köffler (Den Haag, 17 december 1882 - 26 augustus 1962) werd op 4 november 1918 door koningin Wilhelmina bij Koninklijk Besluit tot kanselarijsecretaris van de Kanselarij van de Nederlandse Ridderorden benoemd. Hij volgde de in augustus overleden J.H.L.F. von Franck op. In die functie verzamelde hij samen met de kanselier, François van Geen, Kanselier der Nederlandse Orden van 1939 tot aan zijn overlijden op 3 mei 1944, de voordrachten voor de Militaire Willems-Orde. Na de heldhaftige verdediging van Nederland in mei 1940 waren meer dan 181 voordrachten gedaan en anderen kunnen gebruik hebben gemaakt van hun recht van reclame.
De heer Köffler was ook betrokken bij het verlenen van een Militaire Willems-Orde aan de Nederlandse Luchtmacht. Deze verlening door Generaal Winkelman was de enige in bezet gebied toegekende Willemsorde.
De ambtelijke diensten in Den Haag werkten onder de Duitse bezetting, min of meer gewoon, door. Köffler en van Geen hebben zich daartoe in 1940 in het toen immers ongebruikte gebouw van het, destijds, Kabinet van de Koningin aan de Vijverberg gevestigd.
Toen in 1944 Kanselier van Geen plotseling stierf nam Köffler de kanseliersfunctie enige tijd waar. Van benoemingen kwam ook in het laatste oorlogsjaar niets terecht. In januari 1946 werd hij opgevolgd door Generaal-majoor Adrianus van den Bent.
In de jaren voor de Tweede Wereldoorlog verzamelde Köffler, die uitstekende toegang tot de archieven had, in opdracht van de Nederlandse regering de namen en personalia van kanseliers, secretarissen, grootkruisen en commandeurs in de Militaire Willems-Orde. Hij verzamelde ook de namen van de ridders 3e en 4e klasse, de kwaliteit waarin men de orde verwierf, de datum van het Koninklijk Besluit van benoeming, geboorte- en overlijdensjaar en de naam van eventuele veldtochten waarin de "uitstekende daden" werden verricht. De vrucht van zijn arbeid werd in 1940, nog juist op tijd voor het 125-jarig jubileum van de Militaire Willems-Orde gepubliceerd.
Köffler was Officier in de Orde van Oranje-Nassau en Ridder in de Orde van Vasa.